# Vingselina brunneri
Vingselina brunneri är en insektsart som först beskrevs av Bolívar, I. 1887.  Vingselina brunneri ingår i släktet Vingselina och familjen torngräshoppor. Inga underarter finns listade i Catalogue of Life.